# ماريا بوتيرسكايا
ماريا فيكتوروفنا بوتيرسكايا (الروسية: Мария Викторовна Бутырская) هي متزلجة فنية على الجليد روسية ولدت في يوم 28 يونيو 1972 في مدينة موسكو عاصمة الإتحاد السوفييتي، فازت بالميدالية الذهبية في بطولة العالم للتزلج الفني في سنة 1999 في هلسنكي في فنلندا كما تمكنت من الفوز بالميدالية البرونزية في 1998 و 2000 بالإضافة إلى فوزها 3 مرات بالميدالية الذهبية في بطولة أوروبا للتزلج الفني على الجليد ومرتين بالميدالية الفضية ومرة واحدة بالميدالية البرونزية.

## روابط خارجية
- ماريا بوتيرسكايا على موقع الاتحاد الدولي للتزلج (الإنجليزية)
- ماريا بوتيرسكايا على موقع أوليمبيديا (الإنجليزية)